# Zebilla
Zebilla là một thị trấn thuộc vùng Thượng Đông, Ghana. Theo thống kê năm 2010, dân số thị trấn là 8.628 người.

## Giao thông
Zebilla được nối liền với các đô thị lân cận Bolgatanga và Bawku bằng đường bộ.